# Brunnässjön
Brunnässjön är en sjö i Härnösands kommun i Ångermanland och ingår i Ångermanälven-Gådeåns kustområde. Sjön har en area på 0,136 kvadratkilometer och ligger 32 meter över havet. Sjön avvattnas av vattendraget Furuhultsån (Seljeån).

## Delavrinningsområde
Brunnässjön ingår i det delavrinningsområde (695637-160500) som SMHI kallar för Utloppet av Brunnässjön. Medelhöjden är 51 meter över havet och ytan är 0,82 kvadratkilometer. Räknas de 23 avrinningsområdena uppströms in blir den ackumulerade arean 65,61 kvadratkilometer. Avrinningsområdets utflöde Furuhultsån (Seljeån) mynnar i havet. Avrinningsområdet består mestadels av skog (39 procent), öppen mark (22 procent) och jordbruk (16 procent). Avrinningsområdet har 0,13 kvadratkilometer vattenytor vilket ger det en sjöprocent på 16,2 procent.